# Firuzànides
Els firuzànides o dinastia Firuzànida fou una nissaga persa del Tabaristan que va governar efímerament a Tabaristan i Gurgan, i després a Kumis i a Amol. Eren notables als districtes de Shukur, Ranikuh i Ashkawar al Tabaristan. El primer (i realment únic) personatge notable fou el general Makan ben Kaki que vers el 918 va entrar al servei del dai alida de Tabaristan Hasan ben al-Kasim contra el seu rival Djafar ben al-Hasan (fill d'Al-Utrush, el sord, que havia mort el 917). Després va estar al servei d'altres prínceps alides del Tabaristan. Des de vers el 923 va tenir com a col·laborador a Asfar ben Shiroya, un cap daylamita, que després es va revoltar contra Makan. Finalment el 928 Asfar, aliat a un cap daylamita de nom Mardawidj ben Ziyar, va derrotar a Makan i li va prendre Tabaristan i Gurgan. Va fugir al Daylam on va reunir forces (segurament fou llavors que Ali Ben Buya el fundador de la dinastia buwàyhida conegut després com a Imad al-Dawla, es va incorporar al seu exèrcit, però el 931 es va passar al servei de Mardawidj) i va recuperar el Tabaristan, sota el nominal govern d'un dai alida, vers el 929, però derrotat per les forces de Mardawidj, lloctinent d'Asfar ben Shiroya, en fou altra vegada expulsat i se li va donar el feu d'Amol. En les lluites del 931, enderrocat i mort Asfar per Mardawidj, Makan es va apoderar del Tabaristan i Gurgan i va arribar fins a Nixapur on fou atacat per Mardawidj que ara governava a Rayy, Qazwin i Djibal. Makan fou derrotat i es va retirar abandonat Gurgan i Tabaristan, i passant a territori samànida.
L'emir samànida Nasr II ben Ahmad el va nomenar governador de Kirman (vers 933). Des de llavors no va parar de conspirar contra Mardawidj que el 935 fou assassinat pels soldats esclaus, suposadament comprats per Makan. Makan va abandonar Kirman i es va presentar a la zona on es va apoderar del Gurgan, del que es va proclamar governador en nom dels samànides. Llavors es va aliar a un germà de Mardawidj, de nom Wushmagir ben Ziyar, que va fundar la dinastia ziyàrida.
Makan va rebutjar vers el 939 la sobirania samànida. L'emir samànida va enviar contra ell (940) un exèrcit dirigit per Abu Ali Ahmad ben Muhtadj Čaghani que va entrar a la ciutat de Gurgan, d'eon Makan va fugir cap a Rayy, possessió del seu aliat Wushmagir. El general samànida els va atacar a la zona, a un llogaret anomenat Ishakabad, en direcció a Damghan, i els dos aliats foren derrotats el 25 de desembre del 940 i Makan va morir en combat, i el seu cap fou enviat a l'emir samànida a Bukharà i reenviada després al califa de Bagdad.
A la seva mort el seu cosí o oncle, al-Hasan ibn Firuzan es va apoderar breument del Kumis. Fou el sogre del buwàyhida Rukn al-Dawla que es va casar amb la seva filla. Un net d'al-Hasan Kanar ibn Firuzan, és esmentat encara el 998 a Amol. Després la família desapareix de les cròniques.